# Marlene Nogueira

Marlene Nogueira, nos comandos do seu Presa Hotel 1.

Marlene Nogueira é uma piloto de helicópteros portuguesa, notória por ser a primeira mulher qualificada em pilotagem de helicópteros militares em Portugal.
Em agosto de 2020, foi alvo de grande mediatismo em Espanha, devido ao seu trabalho no combate a incêndios, durante o qual efetuou mais de 280 descargas sobre um grande incêndio em Garafia, Canárias (Espanha).